# Satyrus umbra
Satyrus umbra är en fjärilsart som beskrevs av Ramon Agenjo Cecilia 1963. Satyrus umbra ingår i släktet Satyrus och familjen praktfjärilar. Inga underarter finns listade.